# رولر هاکی قهرمانی قاره آمریکا
رولر هاکی قهرمانی قاره آمریکا (انگلیسی: Roller Hockey Pan American Championships) رقابتی است در رشته رولر هاکی که بین مردان و زنان قاره آمریکا برگزار می‌شود.

## تاریخی مردان
| سال         | میزبان            | قهرمانان  | گلزده | نایب قهرمانان | مقام سوم  | گلزده | مقام چهارم | تیم‌ها |
| ----------- | ----------------- | --------- | ----- | ------------- | --------- | ----- | ---------- | ----- |
| 2018 جزئیات | بوگوتا            | Argentina | ۲–۱   | Chile         | Colombia  | ۷–۲   | Brazil     | ۷     |
| 2011 جزئیات | روساریو، سانتا فه | Argentina | ۳–۲   | Chile         | Colombia  | ۵–۴   | Uruguay    | ۴     |
| ۲۰۰۵        | مار دل پلاتا      | Argentina | گروهی | Chile         | Colombia  | گروهی | USA        | ۶     |
| ۱۹۹۵        | مار دل پلاتا      | Argentina | گروهی | Brazil        | Colombia  | گروهی | USA        | ۵     |
| ۱۹۹۳        | هاوانا            | Argentina | گروهی | USA           | Brazil    | گروهی | Colombia   | ۶     |
| ۱۹۹۱        | هاوانا            | Argentina | گروهی | Brazil        | USA       | گروهی | Colombia   | ۶     |
| ۱۹۸۷        | ایندیاناپلیس      | Argentina | گروهی | USA           | Brazil    | گروهی | Colombia   | ۵     |
| ۱۹۸۳        | Sertaozinho       | Brazil    | گروهی | USA           | Argentina | گروهی | Chile      | ۴     |
| ۱۹۷۹        | سان خوآن          | Argentina | گروهی | Brazil        | Chile     | گروهی | USA        | ۵     |

### جدول مدال مردان
| رتبه           | کشور                      | طلا | نقره | برنز | مجموع |
| -------------- | ------------------------- | --- | ---- | ---- | ----- |
| ۱              | آرژانتین (ARG)            | ۸   | ۰    | ۱    | ۹     |
| ۲              | برزیل (BRA)               | ۱   | ۳    | ۲    | ۶     |
| ۳              | ایالات متحده آمریکا (USA) | ۰   | ۳    | ۱    | ۴     |
| ۳              | شیلی (CHI)                | ۰   | ۳    | ۱    | ۴     |
| ۵              | کلمبیا (COL)              | ۰   | ۰    | ۴    | ۴     |
| مجموع (۵ کشور) | مجموع (۵ کشور)            | ۹   | ۹    | ۹    | ۲۷    |

## تاریخی زنان
| سال         | میزبان            | قهرمانان | گلزده | نایب قهرمانان | مقام سوم | گلزده | مقام چهارم | تیم‌ها |
| ----------- | ----------------- | -------- | ----- | ------------- | -------- | ----- | ---------- | ----- |
| 2018 جزئیات | بوگوتا            | آرژانتین | ۱–۰   | شیلی          | کلمبیا   | ۳–۱   | برزیل      | ۵     |
| 2011 جزئیات | روساریو، سانتا فه | شیلی     | 10–1  | اروگوئه       |          |       |            | ۲     |
| ۲۰۰۵        | مار دل پلاتا      | آرژانتین |       | شیلی          | مکزیک    |       | اروگوئه    | ۴     |

### جدول مدال زنان
| رتبه           | کشور           | طلا | نقره | برنز | مجموع |
| -------------- | -------------- | --- | ---- | ---- | ----- |
| ۱              | آرژانتین (ARG) | ۲   | ۰    | ۰    | ۲     |
| ۲              | شیلی (CHI)     | ۱   | ۲    | ۰    | ۳     |
| ۳              | اروگوئه (URU)  | ۰   | ۱    | ۰    | ۱     |
| ۴              | مکزیک (MEX)    | ۰   | ۰    | ۱    | ۱     |
| ۴              | کلمبیا (COL)   | ۰   | ۰    | ۱    | ۱     |
| مجموع (۵ کشور) | مجموع (۵ کشور) | ۳   | ۳    | ۲    | ۸     |

## تاریخی زیر ۱۹ سال مردان
| سال         | میزبان | قهرمانان | گلزده | نایب قهرمانان | مقام سوم | گلزده | مقام چهارم          | تیم‌ها |
| ----------- | ------ | -------- | ----- | ------------- | -------- | ----- | ------------------- | ----- |
| 2018 جزئیات | بوگوتا | آرژانتین | ۴–۰   | شیلی          | کلمبیا   | ۵–۱   | ایالات متحده آمریکا | ۵     |

### جدول مدال زیر ۱۹ سال مردان
| رتبه           | کشور           | طلا | نقره | برنز | مجموع |
| -------------- | -------------- | --- | ---- | ---- | ----- |
| ۱              | آرژانتین (ARG) | ۱   | ۰    | ۰    | ۱     |
| ۲              | شیلی (CHI)     | ۰   | ۱    | ۰    | ۱     |
| ۳              | کلمبیا (COL)   | ۰   | ۰    | ۱    | ۱     |
| مجموع (۳ کشور) | مجموع (۳ کشور) | ۱   | ۱    | ۱    | ۳     |